# Demutete
Demutete (Dimtete, Dimtele) ist eine osttimoresische Aldeia im Suco Edi (Verwaltungsamt Maubisse, Gemeinde Ainaro). 2015 lebten in der Aldeia 236 Menschen.

## Geographie und Einrichtungen
Demutete liegt im Osten des Sucos Edi. Nördlich befindet sich die Aldeia Tali-Felo, westlich die Aldeias Lobibo und Hebau und südlich die Aldeias Rai-Mera und Talale. Im Nordosten grenzt Demutete an den Suco Maulau und im Osten an den Suco Manetú. An der Nordgrenze erhebt sich ein Berg mit einer Höhe von über 1800 m. Im Süden liegen die verstreuten Häuser des Dorfes Menitete. Nördlich gibt es nur noch vereinzelte Häuser.
In Menitete steht eine Grundschule.